# Vittoria Titomanlio
Vittoria Titomanlio (22 de abril de 1899 - 28 de dezembro de 1988) foi uma política italiana. Ela foi eleita para a Assembleia Constituinte em 1946 como uma do primeiro grupo de mulheres parlamentares na Itália. Posteriormente, ela serviu na Câmara dos Deputados de 1948 a 1968.
Titomanlio nasceu em Barletta em 1899, filha de Carolina De Boffe e Sabino Titomanlio. Depois de terminar o mestrado, ela tornou-se professora primária. Ela juntou-se à secção de mulheres jovens da Azione Cattolica, tornando-se membro do seu conselho superior. Depois de 1943, ela tornou-se secretária provincial das Associações Cristãs de Trabalhadores Italianos e fez parte do conselho da Associação Italiana de Professores Católicos.
Ela morreu em Nápoles em 1988.